# Attakro
Attakro est un village de Côte d'Ivoire sur le Comoé.

## Histoire

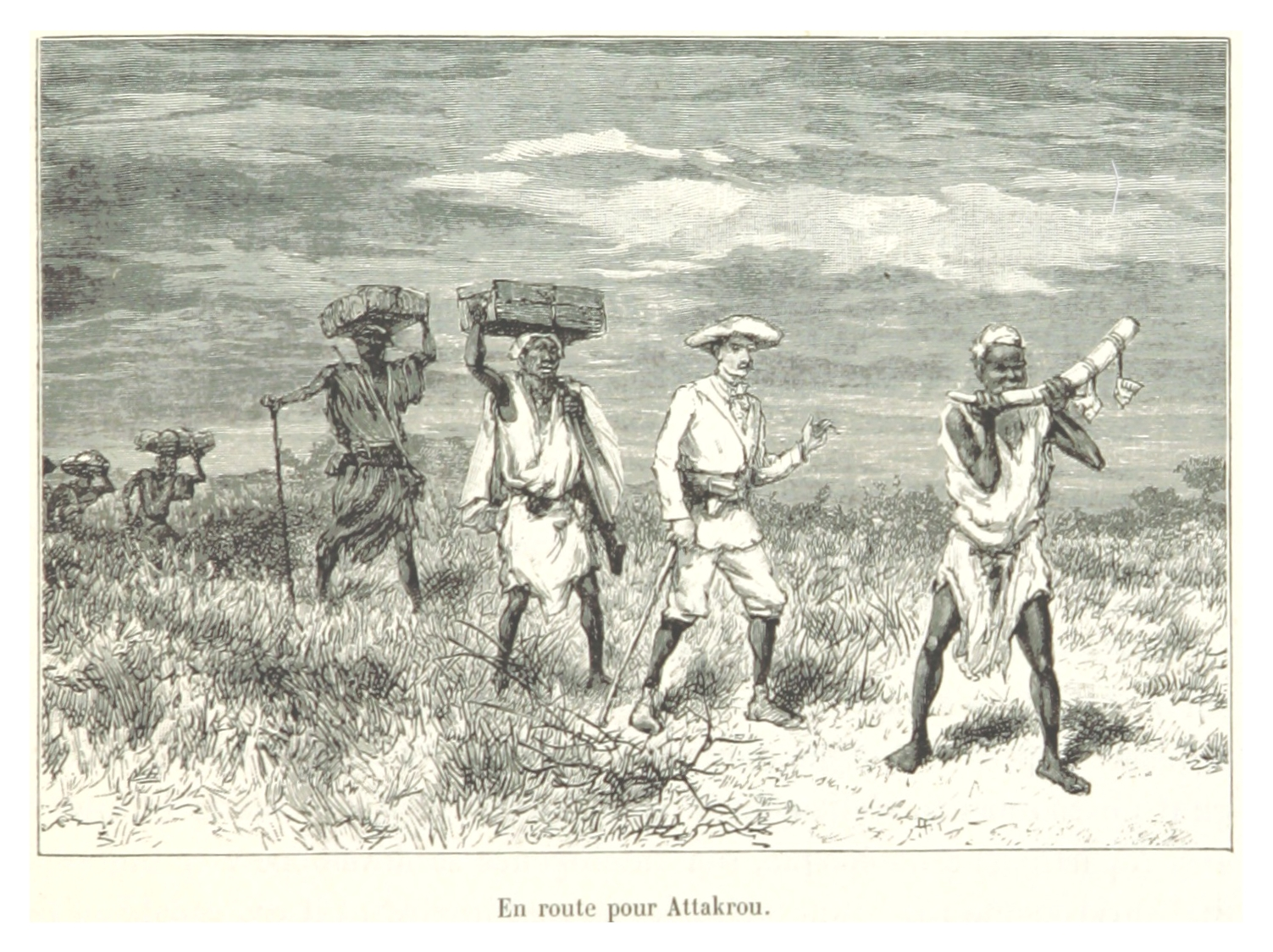
Binger en route pour Attakro

Louis-Gustave Binger qui le nomme Attakrou, l'atteint le jeudi 28 février 1889 et s'y repose jusqu'au dimanche 3 mars. Il écrit : « Devant Attakrou le Comoë a environ 100 mètres de largeur. Sur les rives émergent des grès et quelques bancs de sable. Au milieu, le fleuve a 1 m. 20 de profondeur. Les berges sont assez élevées pour permettre à une crue de 8 à 10 mètres de se manifester sans danger pour le village, qui est construit le long de la rive gauche, dans un fouillis de bananiers, de palmiers et d'ananas. Le chef actuel se nomme Bénié, ce qui fait qu'on appelle aussi Attakrou : Béniékrou, krou voulant dire village en langue agni ».